# The Dancer and the King: A Romantic Story of Spain
The Dancer and the King: A Romantic Story of Spain (o The Dancer and the King) è un cortometraggio muto del 1908 diretto da James Stuart Blackton. La sceneggiatura si deve al reverendo Madison C. Peters, un religioso che, tra il 1908 e il 1909, scrisse per la Vitagraph quattro sceneggiature di carattere biblico.

## Produzione
Il film fu prodotto dalla Vitagraph Company of America.

## Distribuzione
Distribuito dalla Vitagraph, uscì nelle sale statunitensi il 19 dicembre 1908.